# نیئا تناسخ
نیئا تناسخ (انگلیسی: Nier Reincarnation) یک بازی ویدئویی نقش‌آفرینی محصول ۲۰۲۱ است که به‌وسیلهٔ اپلی‌بات توسعه یافته و از طریق اسکوئر انیکس برای اندروید و آی‌اواس منتشر شده استو. این بازی در جهان نیئا و دنباله‌اش نیئا: اتوماتا اتفاق می‌افتد، که به نوبه خود اسپین‌آف هستند و دنباله مجموعه دریکن‌گارد به‌شمار می‌رود.

## فرضیه
نیئا تناسخ یک بازی ویدئویی نقش‌آفرینی است که در قلمرویی به نام قفس تنظیم شده‌است. بازیکن نقش دختر روشنایی را بر عهده می‌گیرد، که توسط شخصی یومیه مانند به اسم ماما از طریق قفس راهنمایی می‌شود، و در حالی که از موجودی زره پوش و سیاه به اسم «هیولای تاریک» دوری می‌کند خاطرات گذشته را آنلاک می‌کند.
گیم‌پلی در سه بخش تنظیم شده‌است، اولین بخش دختر روشنایی می‌باشد که در مناطق مختلف قفس با ماما کاوش می‌کند. در طول این کاوش، آن دو با مجسمه‌هایی آشنا می‌شوند که به عنوان مترسک‌ها شناخته می‌شوند و سلاح‌هایی را که برای جنگیدن با دشنمان در خاطرات آنلاک شده استفاده می‌شوند را آپدیت می‌کنند. در این خاطرات، داستان‌های سلاح دوبد، بازیکنان خاطرات مربوط به سلاح را از منظره نقاشی‌مانند پیمایش کناری تجربه می‌کنند.
نبردها به‌طور خودکار در زمان واقعی و در یک خاطره با یک مهمانی سه شخصیته در مقابل دشمنان انجام می‌شوند، همراه با حملات ویژه‌ای که با ضربه زدن بر روی نمادها روی صفحه زمانی که شارژ شده‌اند. در حالی که بیشتر شخصیت‌ها از همان ابتدا در بازی‌های مجموعه حضور داشته‌اند و دیگر شخصیت‌ها که از طریق مکانیک گاچا بدست می‌آیند.

## بازخورد
| گردآورنده | امتیاز |
| --------- | ------ |
| متاکریتیک | ۵۸/۱۰۰ |

هنگامی که پیش ثبت نام پیش از موعد برای نسخهٔ غربی آغاز شد، این بازی از ۳۰۰٫۰۰۰ درخواست فراتر رفت.
این بازی بابت سبک هنری و موسیقی و داستانش مورد ستایش قرار گرفت، اما مبارزات کسل‌کننده و تکراری و مکانیک‌های گاچای مورد انتقاد قرار گرفت. همچنین منوی بازی باعث سردرگمی برخی از بازیکنان بوده‌است.